# قصة الرحلات
قصة الرحلات ، يُترجم أيضًا باسم حكاية التجوال  هو فيلم خيالي روسي سوفيتي عام 1983 من إخراج ألكسندر ميتا وبطولة أندريه ميرونوف . الفيلم أكثر قتامة وأكثر توجهاً للبالغين من معظم أفلام الخيال السوفيتية، والّتي كانت تُصنع عادةً للأطفال. كان إنتاجًا مشتركًا بين الاستوديوهات الرّوسية والتّشيكوسلوفاكية والرّومانية.

## حبكة
في مملكة خياليّة من العصور الوسطى، يعيش يتيمان، ماي وشقيقته مارثا، في فقر. تقوم مجموعة من الّلصوص باختطاف ماي لاستخدام موهبته السّحرية: فهو يشعر بالمرض عندما يكون محاطًا بالذّهب، لذلك يمكنه الشّعور بالذّهب من مسافة طويلة.
مارثا تذهب في مسعى للعثور على أخيها. و قريباً يضمّ إليها عالم مسافر، أورلاندو معاً، يمتشي الاثنان عبر مختلف البلدان الرّائعة يزورون مدينة بنيت على ظهر تنين، ويشاهدونها تحترق عندما يستيقظ تنّين. في مدينة أخرى، يحكم عليهم بالإعدام لبدء معركة في حانة. تمكّنوا من الهرب من السّجن باستخدام طائرة "أورلاندو" في النّهاية يصلون إلى بلد يضربه الموت الأسود، الّذي يتمّ تجسده كساحرة في السّوداء. أورلاندو يضحّي بنفسه لوقف الطّاعون.
وبعد سنوات، وجدت مارثا أخيرًا ماي، الّتي تغيرّت بشكل كبير. أصبحت من اللصوص، إنسانًا عنيفًا وشريرًا؛ إنه غني لكنه يشعر بالسئم من ثرائه. تحدثته مارثا عن أسلوب الحياة هذا. قد يدمّر قلعته بطريقة سحريّة ويشعر أن روح أورلاندو قد ولدت من جديد فيه.
- أندريه ميرونوف — أورلاندو، العالم الرحالة
- تاتيانا أكسيوتا[الإنجليزية] – مارثا (بصوت مارينا نيلوفا )
- ليف دوروف — جورجون، اللص
- بالتباي سيتماموتوف[الإنجليزية] — بروتوس، اللص
- كسينيا بيراتينسكايا - مايو عندما كانت طفلة
- فاليري ستوروجيك - مايو كشخص بالغ
- كارمن جالين[الإنجليزية] – ساحرة الطاعون (بصوت يكاترينا فاسيليفا )
- فينيامين سميخوف - دون كيشوت
- فلاديمير باسوف — المحامي
- ألكسندر بياتكوف — الحفار
- جان لورين فلوريسكو[الإنجليزية] المدعي العام (بصوت فيكتور سيرجاشيوف[الإنجليزية])

## الإدراج
تم إدراج قصة الرحلات في قائمة أهم 100 فيلم خيال علمي وفانتازيا من مجلة مير فانتاستيكي.

## روابط خارجية
- سكازكا ترانستفي (1983) على موقع IMDb (الإنجليزية)